# Aeroporto di Furbara

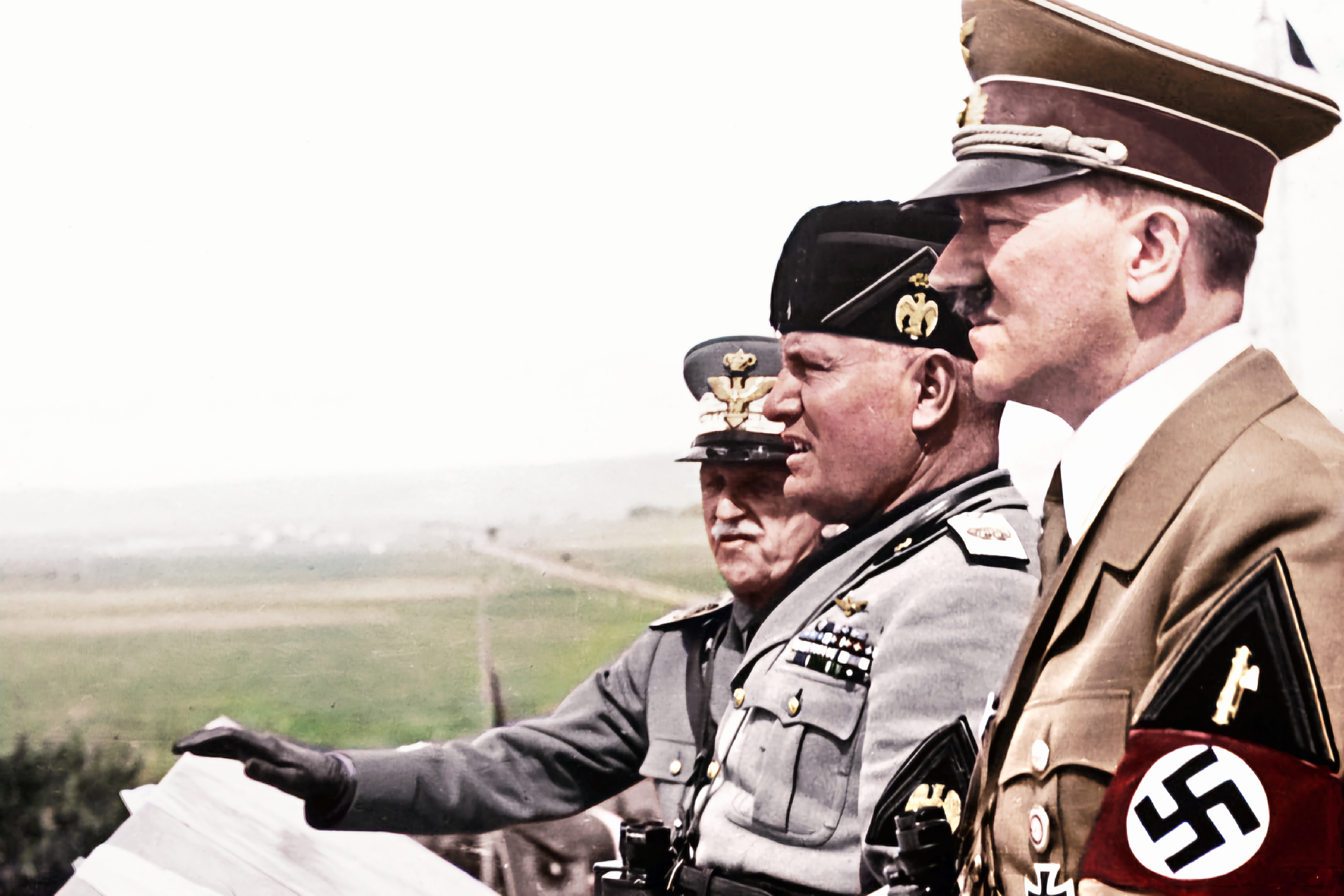
Il Re Vittorio Emanuele III, Benito Mussolini e Adolf Hitler all'Aeroporto di Furbara mentre osservano le esercitazioni.

L'Aeroporto di Furbara (IATA: nessuno, ICAO: LIAR) è un aeroporto militare italiano che si trova a Furbara, una frazione di Cerveteri.
Attualmente è la sede del 17º Stormo incursori dell'Aeronautica Militare.
L'Aeroporto si trova al chilometro 47,2 della via Aurelia, 40 km a nord di Roma, nei pressi della costa. La struttura aeroportuale non è dotata di pista in asfalto ma di una pista in erba con lunghezza di 1042 metri e di un moderno eliporto.
È uno dei più antichi in Italia essendo stato costruito nel corso della prima guerra mondiale.
È intitolato a Mario Ugo Gordesco, comandante della 1ª pattuglia acrobatica, che aveva sede a Furbara, e morto nel 1920 durante il raid Roma-Tokyo.

## Storia
L'attività di Furbara ha inizio il 20 settembre 1918, quando è stata attivata sull'aeroporto militare la "Scuola Acrobazia e Tiro per la Caccia" del Regio Esercito.
Dalla nascita del campo volo fino alla metà degli anni venti, fu sede della Scuola Caccia della Regia Aeronautica, poi trasferitasi in quanto zona allora malarica.  Nelle acque antistanti ebbe luogo una esercitazione aeronavale alla presenza di Re Vittorio Emanuele III, Mussolini e Hitler durante la visita di stato del 1938.
.
Divenne poi, parzialmente, Nucleo Sperimentale Armamento per le esercitazioni con armi che avevano bisogno di spazio, dando vita al poligono di Furbara, con dipendenza amministrativa dall'aeroporto di Vigna di Valle. A sua volta aveva un distaccamento in Torre Chiaruccia, presso Santa Marinella, quale punto avanzato della costa tirrenica per le trasmissioni a carattere militare.
L'aeroporto non ha mai avuto piste asfaltate e l'attività di volo aveva luogo sull'erba, condizione compatibile con gli aerei militari fino all'epoca della seconda guerra mondiale, e con gli elicotteri. 
Ai primi di settembre del 1943 era sede della Scuola Osservazione Aerea sui Caproni Ca.313.
La residua attività di volo nel dopoguerra venne comunque definitivamente limitata dopo l'apertura del vicino aeroporto di Fiumicino questo sediame era il poligono di tiro per l'addestramento VAM che veniva effettuato prima alla Scuola Centrale VAM e poi successivamente S.A.R.V.A.M . Anche la stazione ferroviaria a ridosso dell'aeroporto è stata prima declassata e poi soppressa per il progressivo potenziamento di quella di Marina di Cerveteri.
Un'ala della struttura è stata riattivata nel 2008 come sede degli incursori del 17º Stormo dell'AMI.